# Халкии
«Халкии» — комедия древнегреческого драматурга Менандра (IV—III века до н. э.), текст которой сохранился фрагментарно в виде двух цитат, приведённых другими античными авторами (одна цитата включает четыре строки, другая — три). Время написания и постановки пьесы неизвестно.
В названии имеется в виду праздник Халкии в честь богини Афины, который отмечался в Аттике в последний день пианепсиона (в ноябре).